# Coelotes inabaensis
Coelotes inabaensis är en spindelart som beskrevs av Arita 1974. Coelotes inabaensis ingår i släktet Coelotes och familjen mörkerspindlar. Inga underarter finns listade i Catalogue of Life.